# رابرت بنتون
رابرت داگلاس بنتون (انگلیسی: Robert Douglas Benton؛ زاده ۲۹ سپتامبر ۱۹۳۲ - درگذشتهٔ ۱۱ مهٔ ۲۰۲۵) کارگردان، تهیه‌کننده و فیلم‌نامه‌نویس  برنده ۳ جایزه اسکار اهل ایالات متحده آمریکا بود.
وی از سال ۱۹۶۷ میلادی تا ۲۰۰۷ مشغول فعالیت بوده است.

## فیلم‌شناسی
| سال  | نام                         | کارگردان | نویسنده | تهیه‌کننده اجرایی |
| ---- | --------------------------- | -------- | ------- | ---------------- |
| ۱۹۶۷ | بانی و کلاید                | نه       | آری     | نه               |
| ۱۹۷۰ | There Was a Crooked Man...  | نه       | آری     | نه               |
| ۱۹۷۲ | تازه چه خبر دکتر؟           | نه       | آری     | نه               |
| ۱۹۷۲ | بد کمپانی                   | آری      | آری     | نه               |
| ۱۹۷۷ | The Late Show               | آری      | آری     | نه               |
| ۱۹۷۸ | سوپرمن                      | نه       | آری     | نه               |
| ۱۹۷۹ | کریمر علیه کریمر            | آری      | آری     | نه               |
| ۱۹۸۲ | Still of the Night          | آری      | آری     | نه               |
| ۱۹۸۴ | مکان‌هایی در قلب             | آری      | آری     | نه               |
| ۱۹۸۷ | نادین                       | آری      | آری     | نه               |
| ۱۹۸۸ | The House on Carroll Street | نه       | نه      | آری              |
| ۱۹۹۱ | بیلی باتگیت                 | آری      | نه      | نه               |
| ۱۹۹۴ | هیچ‌کس احمق نیست             | آری      | آری     | نه               |
| ۱۹۹۸ | گرگ‌ومیش                     | آری      | آری     | نه               |
| ۲۰۰۳ | ننگ بشری                    | آری      | نه      | نه               |
| ۲۰۰۵ | محصول یخی                   | نه       | آری     | آری              |
| ۲۰۰۷ | ضیافت عشق                   | آری      | نه      | نه               |

Producer
- A Texas Romance, 1909[۳] (1964) (Short film)

## تهیه‌کننده
- رابرت بنتون در بانک اطلاعات اینترنتی فیلم‌ها (IMDb)
- رابرت بنتون در تی‌سی‌ام
- ترانه‌شناسی رابرت بنتون در دیسکاگز